# Оккьюцци, Диего
Диего Оккьюцци (итал. Diego Occhiuzzi; род. 30 апреля 1981 года, Неаполь, Италия) — итальянский фехтовальщик на саблях, серебряный призёр Летних Олимпийских игр 2012 года в Лондоне, бронзовый призёр Летних Олимпийских игр 2008 года в Пекине, чемпион мира 2015 года в командных соревнованиях.

## Биография
Окончил Неаполитанский университет имени Фридриха II. Юрист.
С 2002 года выступает за спортивный клуб ВВС Италии. Находится на действительной военной службе, состоит в звании старшего солдата авиации (итал. aviere capo).

## Спортивные достижения
| Соревнования            | Золото | Серебро | Бронза |
| ----------------------- | ------ | ------- | ------ |
| Летние Олимпийские игры | 0      | 1       | 2      |
| Чемпионаты мира         | 1      | 2       | 2      |
| Чемпионаты Европы       | 5      | 2       | 0      |

- Летние Олимпийские игры:

Пекин 2008: бронзовая медаль в командных соревнованиях
Лондон 2012: серебряная медаль в индивидуальных соревнованиях
- Чемпионаты мира по фехтованию

2007 — Санкт-Петербург: бронзовая медаль в командных соревнованиях.
2009 — Анталья: серебряная медаль в командных соревнованиях.
2010 — Париж: серебряная медаль в командных соревнованиях.
2011 — Катания: бронзовая медаль в командных соревнованиях.
2015 — Москва: золотая медаль в командных соревнованиях.
- Чемпионаты Европы по фехтованию

2009 — Пловдив: золотая медаль в командных соревнованиях.
2010 — Лейпциг: золотая медаль в командных соревнованиях.
2011 — Шеффилд: золотая медаль в командных соревнованиях.
2013 — Загреб: золотая медаль в командных соревнованиях.
2014 — Страсбург: золотая медаль в командных соревнованиях.
2015 — Монтрё: серебряная медаль в командных соревнованиях.
2016 — Торунь: серебряная медаль в командных соревнованиях.
- Универсиада

2005 — Измир: бронзовая медаль в командных соревнованиях.

## Государственные награды
- Кавалер ордена «За заслуги перед Итальянской Республикой» (1 сентября 2008 года)[1]